# کوئینتن تیمبر
کوئینتن تیمبر (هلندی: Quinten Timber زادهٔ ۱۷ ژوئن ۲۰۰۱) بازیکن فوتبال اهل هلند است که در پست هافبک برای باشگاه فوتبال فاینورد در لیگ برتر فوتبال هلند و تیم ملی فوتبال هلند بازی میکند.
وی برادر دوقلو یورین تیمبر بازیکن آرسنال است.

## تیم ملی
وی همچنین در تیم‌های ملی فوتبال زیر ۱۵ سال هلند، زیر ۱۶ سال هلند، زیر ۱۷ سال هلند، زیر ۱۸ سال هلند، زیر ۱۹ سال هلند و زیر ۲۱ سال هلند بازی کرده‌است